# Gaglovo
Gaglovo (en serbe cyrillique : Гаглово) est un village de Serbie situé sur le territoire de la Ville de Kruševac, district de Rasina. Au recensement de 2011,, il comptait 687 habitants.

## Démographie

### Évolution historique de la population
| 1948 | 1953 | 1961 | 1971 | 1981 | 1991 | 2002 | 2011 |
| ---- | ---- | ---- | ---- | ---- | ---- | ---- | ---- |
| 814  | 864  | 890  | 866  | 819  | 842  | 811  | 687  |

|  |